# Sologamie
La sologamie est le fait de se marier avec soi-même,,.

## Légalité
La sologamie n'est reconnue par la loi dans aucun pays. La définition légale du mariage est qu'il est l'union de deux personnes.

## Histoire
La sologamie est documentée dès les années 1970. En 1993, Linda Baker s'est mariée publiquement, ce qui a servi de modèle au film Mon mariage avec moi de 2007. Le mariage avec soi a également été célébré lors du festival Burning Man à la fin des années 1990.
Au XXIe siècle, il a gagné en popularité, en particulier auprès des femmes aisées, et plusieurs agences proposent des forfaits.

## Personnalités sologames
Gabrielle Penabaz, artiste new-yorkaise.

## Divorce
Il ne semble pas y avoir déjà eu de cas de divorce d'avec soi-même.

## La sologamie dans la culture populaire

### Séries
Plusieurs séries télévisées ont mis en scène des personnages qui se sont mariés avec eux-mêmes.
- 2003 : Sex and the City : dans l'épisode A Woman’s Right to Shoes, Carrie Bradshaw annonce s'être épousée.
- 2010 : Glee : Sue Sylvester se marie avec elle-même[8].
- 2021 : La Meilleure Version de moi-même : dans cette autofiction et ce faux documentaire, Blanche Gardin finit par s'épouser.

### Films
- 2016 : Zoolander 2 de Ben Stiller : le mannequin transgenre All (interprété par Benedict Cumberbatch) est marié à lui-même, car on apprend que "le monomariage est enfin légal en Italie".
- 2020 : Le Mariage de Rosa d'Icíar Bollaín : Rosa, costumière pour le cinéma, demande à sa famille proche de la rejoindre à Benicàssim pour son mariage avec elle-même.

### Téléfilms
- 2007 : Mon mariage avec moi de Craig Pryce.